# Хидропарк „Искър“
Хидропарк „Искър“ е планиран парк в Столична община, България.
Паркът е мащабен градоустройствен проект за организиране на поредица от паркови и озеленени зони по цялото течение на река Искър на територията на общината – от язовир „Искър“ до началото на Искърското дефиле. Той трябва да включва поредица от участъци (прекъсната само при пресичането на реката от Летище София):
- Вододайна зона язовир „Искър“
- Част „Долни Пасарел – Панчарево“
- Зона за отдих „Панчарево - плажа“
- Част „Герман“
- Част „Горубляне“
- Местност „Къмпинг „Врана“
- Част „НПЗ „Искър“-север“
- Част „Летище-север“
- Част „Враждебна“
- Част „Враждебна - Кубратово“
- Част „Кубратово - Нови Искър“
- Част „Нови Искър“
- Част „Нови Искър, местност „Средорека“
- Част „Дефилето“